# Julius Karl Köselitz
Julius Carl Köselitz (* 19. April 1782 in Annaberg; † 28. Oktober 1846 ebenda) war ein deutscher Kauf- und Handelsmann sowie Kammermeister und Freimaurer in der Loge Harmonie in Chemnitz (aufgenommen am 24. Juni 1819).
Köselitz ist Sohn des Kaufmannes Karl Reinhold Köselitz (1756–1809) und Christiane Dorothea Mey (1754–1812). Er gründete am 10. Februar 1821 die 1. Spar- und Leihkasse gemeinsam mit Friedrich August Dietrich – auch Dietrich’sche Sparkasse Annaberg genannt. Er stiftete 1823 der Stadt eine gewerblich orientierte Sonntagsschule, aus der sich die Gewerbeschule entwickelte. Er war Mitgründer des Annaberger Gewerbevereins und der Museumsgesellschaft. Am 30. Juli 1841 übernahm er von Johann August Conrad die Leitung der 1807 gegründeten Tageszeitung Annaberger Wochenblatt, die nach seinem Tod von seinem Schwiegersohn, dem Bürgerschullehrer Karl Ludwig Schreiber übernommen wurde.
Er heiratete am 31. Juli 1808 Johanna Theresia Gnaspe (1787–1860). Er ist der Vater von Gustav Hermann Köselitz und der Großvater des Komponisten, Schriftstellers und Mitarbeiter Friedrich Nietzsches, Heinrich Köselitz alias Peter Gast, sowie dessen Bruder Rudolf Köselitz.

## Werke
- Julius Carl Köselitz: Vorträge größtentheils im Gewerbe-Verein zu Annaberg gehalten, Annaberg in Commission bei Rudolph & Dieterici, 1838